# Priamos
Priamos er i græsk mytologi konge af Troja. Far til blandt andet kronpris Hektor, prins Paris (også kendt som Alexandros) og Kassandra. Gift med dronning Hekabe.

## Kendte scener fra Priamos' liv
Da Hektor blev dræbt af Achilleus, gik Priamos til den græske lejr og bad om at få sin søns lig udleveret, så han kunne få ham begravet. Achilleus gik med på det; han havde allerede slæbt liget rundt om Troja tre gange.
Under plyndringen af byen blev Priamos myrdet af Achilleus’ søn, Neoptolemos, en scene som foreviges både i Æneiden af Vergil og i Shakespeares Hamlet.

## Påståede efterkommere
Ifølge Snorre i Den Yngre Edda og Heimskringla nedstammer Odin fra Priamos gennem tyve slægtsled. Dermed gælder det samme for de skandinaviske konger, som Snorre påstår, nedstammer fra Odins sønner. I Den Yngre Edda står der: "En konge i Troja hed Munon og Mennon; hans kone var datter af overkongen Priamos og hed Troan; de havde en søn som hed Tror; vi kalder ham Tor. Han blev opfostret i Thrakien af en greve, som hed Loricos." 
Ifølge Fredegars krønike fra omkring år 650 skulle Priamos også regnes som stamfar til frankerne. Selv om Gregor af Tours i slutningen af 500-tallet ikke kendte noget til frankernes oprindelse, hed det sig i krøniken, at kong Priamos af Troja var frankernes første konge, efterfulgt af Friga.